# Vektoriális szorzat

Egy paralelogramma területe mint két vektor vektoriális szorzatának nagysága

A vektoriális szorzat (más néven külső szorzat vagy keresztszorzat) háromdimenziós vektorokkal végzett olyan művelet, amelynek eredménye egy vektor. Míg a vektorok (és a rajtuk végzett műveletek közül például a skaláris szorzat) általánosíthatók több dimenzióra, a vektoriális szorzatot csak 3 dimenziós térben értelmezzük (7 dimenziós esetben is létezik vektoriális szorzat, ami azonban kevésbé használatos).
Jelölése: a×b vagy [ab] (szóban: a kereszt b), hogy megkülönböztessük a skaláris szorzattól. A kereszt jelölés a német és az angol szakirodalomban is használatos. Az olasz és a francia szakirodalom a {\displaystyle {\vec {a}}\wedge {\vec {b}}}, az orosz az {\displaystyle [{\vec {a}}\ {\vec {b}}]} vagy {\displaystyle [{\vec {a}},{\vec {b}}]} jelölést részesíti előnyben.
Az {\displaystyle {\vec {a}}\wedge {\vec {b}}} jelölés és a külső szorzat elnevezés egy másik műveletre is vonatkozhat, ami bivektort rendel a két vektorhoz. Ez a bivektor pedig a vektoriális szorzat vektorának Hodge-duálisa a háromdimenziós térben. Lásd még: Graßmann-algebra.
Értelmezése:
Ha elképzelünk egy paralelogrammát, aminek szomszédos oldalait az a és b vektorok alkotják, akkor a×b nagysága (tehát az eredményvektor hossza) éppen megegyezik a két vektor által kifeszített paralelogramma területével. Másként,
{\displaystyle |\mathbf {c} |=|\mathbf {a} \times \mathbf {b} |=|\mathbf {a} ||\mathbf {b} |\sin(\theta )}
1. Az eredményvektor nagysága (abszolútértéke, hossza) a két vektor hosszának és a közbezárt szögük szinuszának szorzata (0° ≤ θ ≤ 180°).
2. Az eredményvektor állása merőleges mind a-ra, mind b-re (az a és b vektorok síkjára).
3. Az eredményvektor iránya olyan, hogy az a, b és c jobbsodrású vektorrendszert alkot.

(Egy a, b, c vektorrendszert akkor hívunk jobbsodrásúnak, ha a jobb kezünk beállítható úgy, hogy hüvelykujjunk a-val, mutatóujjunk b-vel, középső ujjunk pedig (az előbbi két ujjunkra merőlegesen) c-vel azonos irányba mutat.)
Derékszögű koordináta-rendszerben a c eredményvektor koordinátáit a következőképp kapjuk a és b koordinátáiból:
{\displaystyle c_{1}=a_{2}b_{3}-a_{3}b_{2}}
{\displaystyle c_{2}=a_{3}b_{1}-a_{1}b_{3}}
{\displaystyle c_{3}=a_{1}b_{2}-a_{2}b_{1}}
Vagy rövidebben: {\displaystyle c_{i}=\sum _{j,k=1}^{3}\varepsilon _{ijk}a_{j}b_{k}}, ahol {\displaystyle \varepsilon _{ijk}} a Levi-Civita-szimbólumot jelenti.

Két vektor vektoriális szorzata akkor és csak akkor nullvektor, ha párhuzamos állásúak, hiszen ekkor a bezárt 0° vagy 180°, amiknek szinusza 0. Akkor lesz leghosszabb az eredményvektor, ha derékszögben állnak egymáshoz képest az összeszorzandó vektorok (mert 90° szinusza 1).
A fizikában számos helyen megjelenik, például az elektromágnesességben a Lorentz-erő vagy a Poynting-vektor kiszámolására. A klasszikus mechanikában a forgatómomentum és a forgatóimpulzus, vagy virtuális erők esetén, például a Coriolis-erő esetén.
A vektoriális szorzás és a keresztszorzás elnevezéseket először Josiah Willard Gibbs fizikus használta először; a külső szorzás kifejezés Hermann Graßmanntól származik.

## Tulajdonságok
- {\displaystyle \mathbf {a} \times (\mathbf {b} +\mathbf {c} )=\mathbf {a} \times \mathbf {b} +\mathbf {a} \times \mathbf {c} }, tehát az összeadásra disztributív
- {\displaystyle (\lambda \mathbf {a} )\times \mathbf {b} =\mathbf {a} \times (\lambda \mathbf {b} )=\lambda (\mathbf {a} \times \mathbf {b} )}
- {\displaystyle (\mathbf {a} \times \mathbf {b} )\times \mathbf {c} \neq \mathbf {a} \times (\mathbf {b} \times \mathbf {c} )}, tehát a hármas vektorszorzat nem asszociatív. De teljesíti a Jacobi-azonosságot: {\displaystyle \mathbf {a} \times (\mathbf {b} \times \mathbf {c} )+\mathbf {b} \times (\mathbf {c} \times \mathbf {a} )+\mathbf {c} \times (\mathbf {a} \times \mathbf {b} )=0}. Ez a linearitással és disztributivitással együtt azt eredményezi, hogy R3 a vektorok közti összeadással és vektoriális szorzással Lie-algebrát képez.

### Bilinearitás
A vektoriális szorzat bilineáris, azaz minden {\displaystyle \alpha }, {\displaystyle \beta } és {\displaystyle \gamma } valós számra, illetve {\displaystyle {\vec {a}}}, {\displaystyle {\vec {b}}} és {\displaystyle {\vec {c}}} vektorra teljesül, hogy
{\displaystyle {\begin{aligned}{\vec {a}}\times (\beta \,{\vec {b}}+\gamma \,{\vec {c}})=\beta \,({\vec {a}}\times {\vec {b}})+\gamma \,({\vec {a}}\times {\vec {c}})\,,\\(\alpha \,{\vec {a}}+\beta \,{\vec {b}})\times {\vec {c}}=\alpha \,({\vec {a}}\times {\vec {c}})+\beta \,({\vec {b}}\times {\vec {c}})\,.\end{aligned}}}
Következik a skalárral való szorzásra:
{\displaystyle \ {\vec {a}}\times (\beta \,{\vec {b}})=\beta \,({\vec {a}}\times {\vec {b}})=(\beta \,{\vec {a}})\times {\vec {b}}\,,}
{\displaystyle \ (\alpha \,{\vec {a}})\times (\beta \,{\vec {b}})=\alpha \,\beta \,({\vec {a}}\times {\vec {b}})=(\beta \,{\vec {a}})\times (\alpha \,{\vec {b}}).}

### Alternáló tulajdonság
Egy vektor önmagával vagy bármely skalárszorosával vett szorzata a nullvektor:
{\displaystyle {\vec {a}}\times r{\vec {a}}={\vec {0}}}.
A bilineáris leképezések, melyekre ez a tulajdonság is teljesül, alternálók.

### Antikommutativitás
{\displaystyle {\vec {a}}\times {\vec {b}}=-\,{\vec {b}}\times {\vec {a}}\,}, tehát antikommutatív,
ami következik a bilineáris és az alternáló tulajdonságból:
{\displaystyle {\vec {0}}\,\mathrel {\stackrel {(1)}{=}} ({\vec {a}}+{\vec {b}})\times ({\vec {a}}+{\vec {b}})\mathrel {\stackrel {(2)}{=}} {\vec {a}}\times {\vec {a}}+{\vec {a}}\times {\vec {b}}+{\vec {b}}\times {\vec {a}}+{\vec {b}}\times {\vec {b}}\mathrel {\stackrel {(1)}{=}} {\vec {0}}+{\vec {a}}\times {\vec {b}}+{\vec {b}}\times {\vec {a}}+{\vec {0}}={\vec {a}}\times {\vec {b}}+{\vec {b}}\times {\vec {a}}}
minden {\displaystyle {\vec {a}},{\vec {b}}\in \mathbb {R} ^{3}} vektorra.

### Kapcsolat a determinánssal
Minden {\displaystyle {\vec {v}}} vektor esetén teljesül, hogy:
{\displaystyle {\vec {v}}\cdot ({\vec {a}}\times {\vec {b}})=\operatorname {det} ({\vec {v}},{\vec {a}},{\vec {b}})}.
ahol a pont a skaláris szorzást jelöli. Ez a tulajdonság egyértelműen meghatározza a skaláris szorzást:
Minden {\displaystyle {\vec {v}}} vektor esetén fennáll, hogy tetszőleges {\displaystyle {\vec {a}}}, {\displaystyle {\vec {b}}} vektorokhoz pontosan egy {\displaystyle {\vec {c}}} vektor létezik úgy, hogy {\displaystyle {\vec {v}}\cdot {\vec {c}}=\operatorname {det} ({\vec {v}},{\vec {a}},{\vec {b}})} minden {\displaystyle {\vec {v}}} vektorra. Ez a {\displaystyle {\vec {c}}} vektor egyenlő az {\displaystyle {\vec {a}}\times {\vec {b}}} vektoriális szorzattal.

### Graßmann-azonosság
Három vektor ismételt vektoriális szorzatára teljesül a Graßmann-azonosság, más néven Graßmann kifejtési tétele, azaz
{\displaystyle {\vec {a}}\times ({\vec {b}}\times {\vec {c}})=({\vec {a}}\cdot {\vec {c}})\,{\vec {b}}-({\vec {a}}\cdot {\vec {b}})\,{\vec {c}}}
illetve
{\displaystyle ({\vec {a}}\times {\vec {b}})\times {\vec {c}}=({\vec {a}}\cdot {\vec {c}})\,{\vec {b}}\ -({\vec {b}}\cdot {\vec {c}})\,{\vec {a}},}
A fizikában gyakran az
{\displaystyle {\vec {a}}\times ({\vec {b}}\times {\vec {c}})={\vec {b}}\,({\vec {a}}\cdot {\vec {c}})-{\vec {c}}\,({\vec {a}}\cdot {\vec {b}})\,,}
írásmódot használják. Ez alapján a képletet nevezik BAC-CAB-képletnek is. 
Indexes írásmód esetén a Graßmann-azonosság:
{\displaystyle \sum _{k=1}^{3}\varepsilon _{ijk}\varepsilon _{klm}=\delta _{il}\delta _{jm}-\delta _{im}\delta _{jl}}.
ahol {\displaystyle \varepsilon _{ijk}} a Levi-Civita-szimbólum, és {\displaystyle \delta _{ij}} a Kronecker-delta.

### Lagrange-azonosság
Két vektoriális szorzat skaláris szorzatára teljesül, hogy:
{\displaystyle {\begin{aligned}({\vec {a}}\times {\vec {b}})\cdot ({\vec {c}}\times {\vec {d}})&=({\vec {a}}\cdot {\vec {c}})({\vec {b}}\cdot {\vec {d}})-({\vec {b}}\cdot {\vec {c}})({\vec {a}}\cdot {\vec {d}})\\&=\det {\begin{pmatrix}({\vec {a}}\cdot {\vec {c}})&({\vec {a}}\cdot {\vec {d}})\\({\vec {b}}\cdot {\vec {c}})&({\vec {b}}\cdot {\vec {d}})\end{pmatrix}}\;.\end{aligned}}}
A norma négyzetére kapjuk, hogy:
{\displaystyle {\begin{aligned}|{\vec {a}}\times {\vec {b}}|^{2}&=|{\vec {a}}|^{2}|{\vec {b}}|^{2}-({\vec {a}}\cdot {\vec {b}})^{2}\\&=|{\vec {a}}|^{2}|{\vec {b}}|^{2}(1-\cos ^{2}\theta )\\&=|{\vec {a}}|^{2}|{\vec {b}}|^{2}\sin ^{2}\theta \;,\end{aligned}}}
tehát a vektoriális szorzat normája:
{\displaystyle |{\vec {a}}\times {\vec {b}}|=|{\vec {a}}|\,|{\vec {b}}|\,\sin \theta \;.}
Mivel {\displaystyle \theta } az {\displaystyle {\vec {a}}}, {\displaystyle {\vec {b}}} vektorok közrezárt szöge, így mindig 0° és 180° közötti, azért {\displaystyle 0\leq \sin \theta \leq 1.}. Innen a becslés:
{\displaystyle |{\vec {a}}\times {\vec {b}}|\leq |{\vec {a}}||{\vec {b}}|}.

### Vektoriális szorzatok vektoriális szorzata
{\displaystyle {\begin{aligned}({\vec {a}}\times {\vec {b}})\times ({\vec {c}}\times {\vec {d}})&={\vec {b}}\cdot \det({\vec {a}},{\vec {c}},{\vec {d}})-{\vec {a}}\cdot \det({\vec {b}},{\vec {c}},{\vec {d}})\\&={\vec {c}}\cdot \det({\vec {a}},{\vec {b}},{\vec {d}})-{\vec {d}}\cdot \det({\vec {a}},{\vec {b}},{\vec {c}})\end{aligned}}}
Speciális esetek:
{\displaystyle ({\vec {a}}\times {\vec {b}})\times ({\vec {b}}\times {\vec {c}})={\vec {b}}\cdot \det({\vec {a}},{\vec {b}},{\vec {c}})}
{\displaystyle ({\vec {a}}\times {\vec {b}})\times ({\vec {a}}\times {\vec {c}})={\vec {a}}\cdot \det({\vec {a}},{\vec {b}},{\vec {c}})}
{\displaystyle ({\vec {a}}\times {\vec {b}})\times ({\vec {a}}\times {\vec {b}})={\vec {0}}}

## Kifejtési tétel
{\displaystyle \mathbf {a} \times (\mathbf {b} \times \mathbf {c} )=\mathbf {b} (\mathbf {a} \cdot \mathbf {c} )-\mathbf {c} (\mathbf {a} \cdot \mathbf {b} )}
Négyesszorzat:

{\displaystyle (\mathbf {a} \times \mathbf {b} )\times (\mathbf {c} \times \mathbf {d} )=-\mathbf {d} (\mathbf {a} ,\mathbf {b} ,\mathbf {c} )+\mathbf {c} (\mathbf {a} ,\mathbf {b} ,\mathbf {d} )}, ahol {\displaystyle (\mathbf {a} ,\mathbf {b} ,\mathbf {c} )} módon a vegyes szorzat van jelölve.
Lagrange-azonosság:

{\displaystyle (\mathbf {a} \times \mathbf {b} )\cdot (\mathbf {c} \times \mathbf {d} )=(\mathbf {a} \cdot \mathbf {c} )(\mathbf {b} \cdot \mathbf {d} )-(\mathbf {b} \cdot \mathbf {c} )(\mathbf {a} \cdot \mathbf {d} )}
{\displaystyle \mathbf {a} ^{(i)}} (i=1,2,3) vektorok {\displaystyle \mathbf {A} ^{(i)}} (i=1,2,3) reciprok rendszerét is a vektoriális szorzat segítségével számítjuk ki:

{\displaystyle \mathbf {A} ^{(1)}={\frac {1}{v}}(\mathbf {a} ^{(2)}\times \mathbf {a} ^{(3)})}
{\displaystyle \mathbf {A} ^{(2)}={\frac {1}{v}}(\mathbf {a} ^{(3)}\times \mathbf {a} ^{(1)})}
{\displaystyle \mathbf {A} ^{(3)}={\frac {1}{v}}(\mathbf {a} ^{(1)}\times \mathbf {a} ^{(2)})}, ahol {\displaystyle v=(\mathbf {a} ^{(1)},\mathbf {a} ^{(2)},\mathbf {a} ^{(3)})}

## Kiszámítása a derékszögű Descartes-féle koordináta-rendszerben
Jobbfogású Descartes-féle koordináta-rendszerben, illetve {\displaystyle \mathbb {R} ^{3}} valós térben, a szabványos skalárszorzással és a szabványos orientációval:
{\displaystyle {\vec {a}}\times {\vec {b}}={\begin{pmatrix}a_{1}\\a_{2}\\a_{3}\end{pmatrix}}\times {\begin{pmatrix}b_{1}\\b_{2}\\b_{3}\end{pmatrix}}={\begin{pmatrix}a_{2}b_{3}-a_{3}b_{2}\\a_{3}b_{1}-a_{1}b_{3}\\a_{1}b_{2}-a_{2}b_{1}\end{pmatrix}}\,.}
Egy számpélda:
{\displaystyle {\begin{pmatrix}1\\2\\3\end{pmatrix}}\times {\begin{pmatrix}-7\\8\\9\end{pmatrix}}={\begin{pmatrix}2\cdot 9-3\cdot 8\\3\cdot (-7)-1\cdot 9\\1\cdot 8-2\cdot (-7)\end{pmatrix}}={\begin{pmatrix}-6\\-30\\22\end{pmatrix}}\,.}

### Előállítása mátrixszorzásként
Három dimenzióban két vektor közötti vektoriális szorzást átírhatunk egy 3×3-as antiszimmetrikus
mátrix és egy vektor szorzatára a következőképpen:
{\displaystyle \mathbf {a} \times \mathbf {b} =\mathbf {A} \times \mathbf {b} ={\begin{bmatrix}0&-a_{3}&a_{2}\\a_{3}&0&-a_{1}\\-a_{2}&a_{1}&0\end{bmatrix}}{\begin{bmatrix}b_{1}\\b_{2}\\b_{3}\end{bmatrix}}}

### Determinánsalak
{\displaystyle \mathbf {a} \times \mathbf {b} ={\begin{vmatrix}\mathbf {i} &\mathbf {j} &\mathbf {k} \\a_{1}&a_{2}&a_{3}\\b_{1}&b_{2}&b_{3}\end{vmatrix}}},
ahol i, j és k az egységvektorok.
A gyakorlatban ezek a módszerek könnyebben megjegyezhetőek és a számolást is egyszerűsítik.

### Levezetés
Ha az euklideszi térben bevezetünk egy Descartes-féle koordináta-rendszert az {\displaystyle {\vec {e}}_{1},{\vec {e}}_{2},{\vec {e}}_{3}} egységvektorokkal, akkor a geometriai definíció és az antikommuitativitás miatt:
{\displaystyle {\begin{array}{lll}{\vec {e}}_{1}\times {\vec {e}}_{1}={\vec {0}},&{\vec {e}}_{1}\times {\vec {e}}_{2}={\vec {e}}_{3},&{\vec {e}}_{1}\times {\vec {e}}_{3}=-{\vec {e}}_{2},\\{\vec {e}}_{2}\times {\vec {e}}_{1}=-{\vec {e}}_{3},&{\vec {e}}_{2}\times {\vec {e}}_{2}={\vec {0}},&{\vec {e}}_{2}\times {\vec {e}}_{3}={\vec {e}}_{1},\\{\vec {e}}_{3}\times {\vec {e}}_{1}={\vec {e}}_{2},&{\vec {e}}_{3}\times {\vec {e}}_{2}=-{\vec {e}}_{1},&{\vec {e}}_{3}\times {\vec {e}}_{3}={\vec {0}}.\\\end{array}}}
Kifejezve az {\displaystyle {\vec {a}},{\vec {b}}} tényezőket a bázisegységvektorokkal, a vektoriális szorzat így alakul:
{\displaystyle {\vec {a}}\times {\vec {b}}=\left(a_{1}{\vec {e}}_{1}+a_{2}{\vec {e}}_{2}+a_{3}{\vec {e}}_{3}\right)\times \left(b_{1}{\vec {e}}_{1}+b_{2}{\vec {e}}_{2}+b_{3}{\vec {e}}_{3}\right).}
Bilinearitás miatt:
{\displaystyle {\vec {a}}\times {\vec {b}}=a_{1}b_{1}\left({\vec {e}}_{1}\times {\vec {e}}_{1}\right)+a_{1}b_{2}\left({\vec {e}}_{1}\times {\vec {e}}_{2}\right)+a_{1}b_{3}\left({\vec {e}}_{1}\times {\vec {e}}_{3}\right)+a_{2}b_{1}\left({\vec {e}}_{2}\times {\vec {e}}_{1}\right)+a_{2}b_{2}\left({\vec {e}}_{2}\times {\vec {e}}_{2}\right)+a_{2}b_{3}\left({\vec {e}}_{2}\times {\vec {e}}_{3}\right)+a_{3}b_{1}\left({\vec {e}}_{3}\times {\vec {e}}_{1}\right)+a_{3}b_{2}\left({\vec {e}}_{3}\times {\vec {e}}_{2}\right)+a_{3}b_{3}\left({\vec {e}}_{3}\times {\vec {e}}_{3}\right).}
Behelyettesítve a fenti vektoriális szorzatba:
{\displaystyle {\vec {a}}\times {\vec {b}}=a_{1}b_{2}{\vec {e}}_{3}+a_{1}b_{3}\left(-{\vec {e}}_{2}\right)+a_{2}b_{1}\left(-{\vec {e}}_{3}\right)+a_{2}b_{3}{\vec {e}}_{1}+a_{3}b_{1}{\vec {e}}_{2}+a_{3}b_{2}\left(-{\vec {e}}_{1}\right).}
Összevonva a megfelelő tagokat:
{\displaystyle {\vec {a}}\times {\vec {b}}=(a_{2}b_{3}-a_{3}b_{2})\,{\vec {e}}_{1}+(a_{3}b_{1}-a_{1}b_{3})\,{\vec {e}}_{2}+(a_{1}b_{2}-a_{2}b_{1})\,{\vec {e}}_{3}.}

## Vektoriálisszorzó-mátrix
Legyen {\displaystyle {\vec {w}}} egy rögzített vektor! Ekkor a vektoriális szorzás egy lineáris leképezést definiál, ami egy tetszőleges {\displaystyle {\vec {v}}}  vektort a {\displaystyle {\vec {w}}\times {\vec {v}}} vektorra képez. Ez azonosítható egy ferde másodfokú tenzorral. A {\displaystyle \lbrace {\vec {e}}_{1},{\vec {e}}_{2},{\vec {e}}_{3}\rbrace } standard bázis alkalmazása esetén megfelelő ferdén szimmetrikus mátrix
{\displaystyle {W}=\sum _{i=1}^{3}({\vec {w}}\times {\vec {e}}_{i})\otimes {\vec {e}}_{i}=\left({\begin{array}{ccc}0&-w_{3}&w_{2}\\w_{3}&0&-w_{1}\\-w_{2}&w_{1}&0\end{array}}\right)}    ahol    {\displaystyle \displaystyle {\vec {w}}=\sum _{i=1}^{3}w_{i}{\vec {e}}_{i}=\left({\begin{array}{c}w_{1}\\w_{2}\\w_{3}\end{array}}\right)}
ugyanaz, mint a vektoriális szorzás {\displaystyle {\vec {w}}}-vel, azaz {\displaystyle {W}{\vec {v}}={\vec {w}}\times {\vec {v}}}:
{\displaystyle \left({\begin{array}{ccc}0&-w_{3}&w_{2}\\w_{3}&0&-w_{1}\\-w_{2}&w_{1}&0\end{array}}\right)\left({\begin{array}{c}v_{1}\\v_{2}\\v_{3}\end{array}}\right)=\left({\begin{array}{c}-w_{3}v_{2}+w_{2}v_{3}\\w_{3}v_{1}-w_{1}v_{3}\\-w_{2}v_{1}+w_{1}v_{2}\end{array}}\right)=\left({\begin{array}{c}w_{1}\\w_{2}\\w_{3}\end{array}}\right)\times \left({\begin{array}{c}v_{1}\\v_{2}\\v_{3}\end{array}}\right)}.
Ez a {\displaystyle W} mátrix vektoriálisszorzó-mátrix. Úgy is jelölik, mint {\displaystyle [{\vec {w}}]_{\times }}. Indexes jelöléssel:
{\displaystyle W_{ij}=-\sum _{k=1}^{3}\varepsilon _{ijk}w_{k}}
ahol
{\displaystyle \sum _{j=1}^{3}W_{ij}v_{j}=({\vec {w}}\times {\vec {v}})_{i}}.
Adott {\displaystyle {W}} ferdén szimmetrikus mátrix esetén 
{\displaystyle {W}=\sum _{i=1}^{3}\sum _{j=1}^{3}W_{ij}{\vec {e}}_{i}\otimes {\vec {e}}_{j}=-W^{T}},
ahol {\displaystyle {W}^{T}} a {\displaystyle W} mátrix transzponáltja. A hozzá tartozó vektor 
{\displaystyle {\vec {w}}=-{\frac {1}{2}}\sum _{i=1}^{3}\sum _{j=1}^{3}W_{ij}{\vec {e}}_{i}\times {\vec {e}}_{j}}.
Ha {\displaystyle {\vec {w}}} alakja {\displaystyle {\vec {w}}={\vec {b}}\times {\vec {a}}}, akkor a hozzá tartozó vektoriálisszorzó-mátrix 
{\displaystyle {W}=[{\vec {w}}]_{\times }={\vec {a}}\otimes {\vec {b}}-{\vec {b}}\otimes {\vec {a}}} és {\displaystyle W_{ij}=a_{i}b_{j}-b_{i}a_{j}} minden {\displaystyle i,j} indexre.
Ahol „{\displaystyle \otimes }“ diadikus szorzat.

## Poláris és axiális vektorok
Vektoriális fizikai mennyiségekre alkalmazva a vektoriális szorzást különbséget tesznek poláris vagy eltolási vektorok (két helyvektor különbsége), és axiális, azaz forgatóvektorok között (ezek forgástengelyként működnek, például szögsebesség, forgatómomentum, forgatóimpulzus, mágneses folyamsűrűség). 
A poláris vektorok szignatúrája +1, az axiális vektoroké −1. Vektoriális szorzáskor a szignatúrákat is összeszorozzák: ha a szignatúrák megegyeznek, akkor a szorzat axiális; különben a szorzat poláris. Azaz egy axiális vektor átviszi szignatúráját a szorzatra; ellenben a poláris vektor megfordítja az előjelet.

## A vektoriális szorzásból származtatott műveletek

### Vegyes szorzat

A vegyes szorzat megadja a három vektor által kifeszített paralelepipedon térfogatát

A vektorok vegyes szorzatának definíciója:
{\displaystyle ({\vec {a}}\times {\vec {b}})\cdot {\vec {c}}}
Az eredmény egy szám, ami megegyezik a három vektor által kifeszített paralelepipedon előjeles térfogatával. A vektoriális szorzat ábrázolható a három tényezőből alkotott mátrixszal:
{\displaystyle V=({\vec {a}}\times {\vec {b}})\cdot {\vec {c}}=\det \left({\vec {a}},{\vec {b}},{\vec {c}}\right).}

### Rotáció
A vektoranalízisben a {\displaystyle \nabla } nabla operátorral együtt alkalmazzák a vektoriális szorzást, hogy bevezessék a rotációt.
Ha {\displaystyle {\vec {V}}} vektormező {\displaystyle \mathbb {R} ^{3}}-ben, akkor
{\displaystyle \operatorname {rot} {\vec {V}}=\nabla \times {\vec {V}}={\begin{pmatrix}{\frac {\partial }{\partial x_{1}}}\\[.5em]{\frac {\partial }{\partial x_{2}}}\\[.5em]{\frac {\partial }{\partial x_{3}}}\end{pmatrix}}\times {\begin{pmatrix}V_{1}\\[.5em]V_{2}\\[.5em]V_{3}\end{pmatrix}}={\begin{pmatrix}{\frac {\partial }{\partial x_{2}}}V_{3}-{\frac {\partial }{\partial x_{3}}}V_{2}\\[.5em]{\frac {\partial }{\partial x_{3}}}V_{1}-{\frac {\partial }{\partial x_{1}}}V_{3}\\[.5em]{\frac {\partial }{\partial x_{1}}}V_{2}-{\frac {\partial }{\partial x_{2}}}V_{1}\end{pmatrix}}={\begin{pmatrix}{\frac {\partial V_{3}}{\partial x_{2}}}-{\frac {\partial V_{2}}{\partial x_{3}}}\\[.5em]{\frac {\partial V_{1}}{\partial x_{3}}}-{\frac {\partial V_{3}}{\partial x_{1}}}\\[.5em]{\frac {\partial V_{2}}{\partial x_{1}}}-{\frac {\partial V_{1}}{\partial x_{2}}}\end{pmatrix}}}
ismét vektormező, {\displaystyle {\vec {V}}} rotációja. 
Formálisan a rotációt a nabla operátor és a vektormező vektoriális szorzataként fejezik ki. Az itt m,egjelenő {\displaystyle {\tfrac {\partial }{\partial x_{i}}}V_{j}} kifejezések nem szorzatok, hanem az {\displaystyle {\tfrac {\partial }{\partial x_{i}}}} operátorok alkalmazása a {\displaystyle V_{j}} függvényekre; így a fenti tulajdonságok, például a Graßmann-azonosság nem teljesülnek. Ehelyett a nabla operátorral való számolás szabályai érvényesülnek.

## Vektoriális szorzás más dimenziókban
A vektoriális szorzás általánosítható tetszőleges {\displaystyle n\geq 2} dimenzióra az {\displaystyle \mathbb {R} ^{n}} térben. Ebben a tényezők száma nem 2, hanem {\displaystyle n-1}, azaz például 2 dimenzióban egy vektor elég, de négy dimenzióban három kell. 
Az {\displaystyle {\vec {a}}_{1},\dots ,{\vec {a}}_{n-1}\in \mathbb {R} ^{n}} vektorok vektoriális szorzatát az jellemzi, hogy minden {\displaystyle {\vec {v}}\in \mathbb {R} ^{n}} esetén 
{\displaystyle {\vec {v}}\cdot ({\vec {a}}_{1}\times {\vec {a}}_{2}\times \cdots \times {\vec {a}}_{n-1})=\operatorname {det} ({\vec {v}},{\vec {a}}_{1},\dots ,{\vec {a}}_{n-1}).}
A vektoriális szorzat koordinátái {\displaystyle \mathbb {R} ^{n}}-ben a következőképpen számítjuk:
Legyen {\displaystyle {\vec {e}}_{i}} az {\displaystyle i}-edik standard egységvektor! Az {\displaystyle n-1} vektorra:
{\displaystyle {\vec {a}}_{1}={\begin{pmatrix}a_{11}\\a_{21}\\\vdots \\a_{n1}\end{pmatrix}},\ {\vec {a}}_{2}={\begin{pmatrix}a_{12}\\a_{22}\\\vdots \\a_{n2}\end{pmatrix}},\ \dots ,\ {\vec {a}}_{n-1}={\begin{pmatrix}a_{1\,(n-1)}\\a_{2\,(n-1)}\\\vdots \\a_{n\,(n-1)}\end{pmatrix}}\in \mathbb {R} ^{n}}
teljesül, hogy
{\displaystyle {\vec {a}}_{1}\times {\vec {a}}_{2}\times \cdots \times {\vec {a}}_{n-1}=\det {\begin{pmatrix}{\vec {e}}_{1}&a_{11}&\cdots &a_{1(n-1)}\\{\vec {e}}_{2}&a_{21}&\cdots &a_{2(n-1)}\\\vdots &\vdots &\ddots &\vdots \\{\vec {e}}_{n}&a_{n1}&\dots &a_{n(n-1)}\end{pmatrix}},}
a fenti determinánsos számoláshoz hasonlóan.
Az {\displaystyle {\vec {a}}_{1}\times {\vec {a}}_{2}\times \cdots \times {\vec {a}}_{n-1}} vektor ortogonális az {\displaystyle {\vec {a}}_{1},{\vec {a}}_{2},\dotsc ,{\vec {a}}_{n-1}} vektorokra. Az irányítás olyan, hogy {\displaystyle {\vec {a}}_{1}\times {\vec {a}}_{2}\times \cdots \times {\vec {a}}_{n-1},{\vec {a}}_{1},{\vec {a}}_{2},\dotsc ,{\vec {a}}_{n-1}} ebben a sorrendben jobbrendszert alkot. Az {\displaystyle {\vec {a}}_{1}\times {\vec {a}}_{2}\times \cdots \times {\vec {a}}_{n-1}} szorzat hossza megegyezik az {\displaystyle {\vec {a}}_{1},{\vec {a}}_{2},\dotsc ,{\vec {a}}_{n-1}} által kifeszített parallelotóp {\displaystyle (n-1)} dimenziós térfogatával.
Az {\displaystyle n=2} esetben egy lineáris leképezést kapunk:
{\displaystyle \mathbb {R} ^{2}\to \mathbb {R} ^{2};\ {\begin{pmatrix}a_{1}\\a_{2}\end{pmatrix}}\mapsto {\begin{pmatrix}a_{2}\\-a_{1}\end{pmatrix}}}
ami egy 90 fokos forgatás az óramutató járása szerint.
Itt meg kell jegyeznünk, hogy a tényezőkhöz hozzávéve a szorzatvektort csak páratlan dimenzióban kapunk jobbrendszert; páros dimenziókban balrendszert kapunk. Ez azon múlik, hogy {\displaystyle ({\vec {a}}_{1},{\vec {a}}_{2},\dotsc ,{\vec {a}}_{n-1},{\vec {a}}_{1}\times {\vec {a}}_{2}\times \dotsb \times {\vec {a}}_{n-1})} páros dimenzióban nem ugyanaz a bázis, mint {\displaystyle ({\vec {a}}_{1}\times {\vec {a}}_{2}\times \dotsb \times {\vec {a}}_{n-1},{\vec {a}}_{1},{\vec {a}}_{2},\dotsc ,{\vec {a}}_{n-1})}, ami definíció szerint jobbrendszer. Habár egy kisebb változtatással a definícióban páros dimenziókban is jobbrendszerre lehetne áttérni (azaz a szimbolikus determinánsban az egységvektorokat utolsó sorként vagy oszlopként megadni), ez a definíció nem terjedt el.
Egy további általánosítással Graßmann-algebrákhoz jutunk, melyek a differenciálgeometriában találnak alkalmazásra. Itt különféle fizikai területek részletesen modellezhetők, mint a klasszikus mechanika (szimplektikus sokaságok), a kvantumgeometria, illetve az általános relativitáselmélet. A szakirodalom elrejti a magasabb dimenziós, illetve görbült terekben definiált vektoriális szorzást, és inkább indexenként írja ki Levi-Civita-szimbólumokkal.

## Komplex vektoriális szorzás
Komplex vektorterekben, például {\displaystyle \mathbb {C} ^{3}}-ben a vektoriális szorzás definíciója a skaláris szorzástól függ. Ha az {\displaystyle x,y\in \mathbb {C} ^{3}}vektorok skaláris szorzását úgy választjuk, hogy az első tényező koordinátáit komplex konjugáljuk:
{\displaystyle \langle {\vec {x}},{\vec {y}}\rangle :={\bar {x}}_{1}y_{1}+{\bar {x}}_{2}y_{2}+\dotsb +{\bar {x}}_{n}y_{n}=\sum _{i=1}^{n}{\bar {x}}_{i}y_{i}={\vec {x}}^{H}{\vec {y}}}
akkor a vektoriális szorzat számítható úgy, mint {\displaystyle \mathbb {R} ^{3}}-ben, és a végén komplex konjugálva:
{\displaystyle {\vec {x}}\times {\vec {y}}={\begin{pmatrix}x_{1}\\x_{2}\\x_{3}\end{pmatrix}}\times {\begin{pmatrix}y_{1}\\y_{2}\\y_{3}\end{pmatrix}}={\begin{pmatrix}{\overline {x_{2}y_{3}-x_{3}y_{2}}}\\{\overline {x_{3}y_{1}-x_{1}y_{3}}}\\{\overline {x_{1}y_{2}-x_{2}y_{1}}}\end{pmatrix}}\,.}

## Alkalmazások
Alkalmazzák a geometriában kitérő egyenesek távolságának számítására.
A fizika számos területén alkalmazzák, pl.:
B indukciójú mágneses térben v sebességgel mozgó töltésre ható erő: {\displaystyle \mathbf {F} =q(\mathbf {v} \times \mathbf {B} )}
r erőkarral rendelkező F erő forgatónyomatéka: {\displaystyle \mathbf {M} =\mathbf {r} \times \mathbf {F} }

## Külső hivatkozások
- Interaktív Java szimuláció két vektor vektoriális szorzatáról gömbi koordináták megadásával Archiválva 2012. november 12-i dátummal a Wayback Machine-ben. Szerző: Wolfgang Bauer
- Magyarított Flash animáció két vektor vektoriális szorzatának irányáról, ill. ennek kapcsolatáról a jobbkézszabállyal Archiválva 2012. október 13-i dátummal a Wayback Machine-ben. Szerző: David M. Harrison

## Forrás
- Gerd Fischer: Lineare Algebra, Vieweg-Verlag, ISBN 3-528-97217-3.

## Lásd még
- Skaláris szorzat

## Fordítás
Ez a szócikk részben vagy egészben  a   https://de.wikipedia.org/wiki/Kreuzprodukt című német Wikipédia-szócikk fordításán alapul.  Az eredeti cikk szerkesztőit annak laptörténete sorolja fel. Ez a jelzés csupán a megfogalmazás eredetét és a szerzői jogokat jelzi, nem szolgál a cikkben szereplő információk forrásmegjelöléseként.